# Neußen

Neußen auf einer geschichtlichen Karte des Kreises Liebenwerda (1910).

Neußen ist ein Ortsteil der Stadt Belgern-Schildau im Landkreis Nordsachsen in Sachsen.

## Lage
Neußen liegt südöstlich von Belgern und ist über die Staatsstraße 30 erreichbar. Die Gemarkung wird von Wäldern der Dahlener Heide nördlich und westlich begrenzt.

## Geschichte
Neußen wurde 1004 erstmals urkundlich als nisani erwähnt. Heinrich II. zog hier als Ablenkungsmanöver in seinem Feldzug gegen Böhmen Schiffe im Elbhafen zusammen. Mit dem Ortsnamen Nisene wurde das Straßendorf 1251 benannt.
1387 übertrug Mgf. Wilhelm von Meißen dem Kloster Buch das Dorf Nizsen mit beiden Gerichten und dem Kirchlehen, aufgelassen von Christofel von Maltitz auf Cavertitz. Weiter verzichtet sein Neffe Hans von Korbicz auf das Kirchlehen zu Nysen. Schließlich folgt noch die eigentliche Verkaufsurkunde von Nysen mit der Bestätigung der Bezahlung von 180 Schock Groschen und die Zusicherung der gewere und Nennung der Gewährsleute. Der Verkauf wird noch mehrfach bestätigt.
1551 gehört Neußen zum Amt Torgau.
1637 wurde der Ort durch Schweden eingeäschert, so dass nur noch ein Gut übrigblieb. Die Wiederansiedlung von Bewohnern nahm Hans von der Pforte auf Puschwitz vor.
Schon 1768 wurde Neußen mit dem jetzigen Namen geführt. Die übergeordnete Behörde saß seit 1529 in Torgau. 679 Hektar umfasste die Gewannflur, die von Bauern bewirtschaftet wurde.